# Lista de governadores das unidades federativas do Brasil (1983–1987)
Esta é uma lista dos governadores das 27 unidades federativas do Brasil durante o mandato 1983-1987.
Para efeito de informação foi considerada a extensão dos mandatos originalmente previstos em lei. No caso em tela eles se estenderam de 15 de março de 1983 a 15 de março de 1987.
| Bandeira | Unidade federativa  | Abreviação | Governador         | Partido | Mandato   | Notas                      |
| -------- | ------------------- | ---------- | ------------------ | ------- | --------- | -------------------------- |
|          | Acre                | AC         | Nabor Júnior       | PMDB    | 1983-1987 | Eleito senador em 1986     |
|          | Alagoas             | AL         | Divaldo Suruagy    | PDS     | 1983-1987 | Eleito senador em 1986     |
|          | Amazonas            | AM         | Gilberto Mestrinho | PMDB    | 1983-1987 |                            |
|          | Bahia               | BA         | João Durval        | PDS     | 1983-1987 |                            |
|          | Ceará               | CE         | Gonzaga Mota       | PDS     | 1983-1987 |                            |
|          | Espírito Santo      | ES         | Gerson Camata      | PMDB    | 1983-1987 | Eleito senador em 1986     |
|          | Goiás               | GO         | Iris Rezende       | PMDB    | 1983-1987 | Ministro de estado em 1986 |
|          | Maranhão            | MA         | Luís Rocha         | PDS     | 1983-1987 |                            |
|          | Mato Grosso         | MT         | Júlio Campos       | PDS     | 1983-1987 | Eleito deputado em 1986    |
|          | Mato Grosso do Sul  | MS         | Wilson Martins     | PMDB    | 1983-1987 | Eleito senador em 1986     |
|          | Minas Gerais        | MG         | Tancredo Neves     | PMDB    | 1983-1987 | Eleito presidente em 1985  |
|          | Pará                | PA         | Jader Barbalho     | PMDB    | 1983-1987 |                            |
|          | Paraíba             | PB         | Wilson Braga       | PDS     | 1983-1987 | Renunciou em 1986          |
|          | Paraná              | PR         | José Richa         | PMDB    | 1983-1987 | Eleito senador em 1986     |
|          | Pernambuco          | PE         | Roberto Magalhães  | PDS     | 1983-1987 | Renunciou em 1986          |
|          | Piauí               | PI         | Hugo Napoleão      | PDS     | 1983-1987 | Eleito senador em 1986     |
|          | Rio de Janeiro      | RJ         | Leonel Brizola     | PDT     | 1983-1987 |                            |
|          | Rio Grande do Norte | RN         | José Agripino Maia | PDS     | 1983-1987 | Eleito senador em 1986     |
|          | Rio Grande do Sul   | RS         | Jair Soares        | PDS     | 1983-1987 |                            |
|          | Santa Catarina      | SC         | Esperidião Amin    | PDS     | 1983-1987 |                            |
|          | São Paulo           | SP         | Franco Montoro     | PMDB    | 1983-1987 |                            |
|          | Sergipe             | SE         | João Alves Filho   | PDS     | 1983-1987 |                            |

No início da década de 1980 o Brasil possuía vinte e três estados e pela primeira vez desde as eleições para governador ocorridas em 1965 (Alagoas, Goiás, Guanabara, Maranhão, Mato Grosso, Minas Gerais, Pará, Paraná, Rio Grande do Norte e Santa Catarina) os brasileiros estavam aptos a eleger seus mandatários. Envolto em um ambiente onde a abertura política se mesclava a uma crise crônica na economia (dívida externa acima dos US$ 100 bilhões e um empréstimo do Fundo Monetário Internacional) o Regime Militar de 1964 estabeleceu uma série de regras destinadas a garantir sua vitória nos embates de novembro: sublegendas, vinculação de votos e proibição de coligações. Amparado por tais "salvaguardas" o governo João Figueiredo elegeu doze governadores contra dez das legendas de oposição, sendo que o PDS elegeu 49% dos deputados federais e 60% dos senadores (um terço das cadeiras estava em disputa) além de ter conquistado o maior número de prefeituras e eleito a maior bancada de vereadores.
Segundo a edição de 1986 do Almanaque Abril sete governadores pedessistas (Alagoas, Maranhão, Piauí, Paraíba, Pernambuco, Rio Grande do Norte e Sergipe) aderiram ao PFL até agosto do ano anterior.
Vitorioso em todos os estados do Nordeste o governo viu refluir seu poderio no centro-sul do país e na Amazônia onde predominou a força do PMDB e ainda viu o PDT conquistar o governo do Rio de Janeiro com Leonel Brizola. Em meio a tantas disputas ressalte-se o fato de que embora elevado ao patamar de estado ao final de 1981, Rondônia não pôde eleger seu governador pelo voto direto. Seus últimos governadores biônicos foram Jorge Teixeira (1979-1985) e a seguir Ângelo Angelim (1985-1987).
Dentre os nomes que compuseram essa cepa de governadores tivemos os de Divaldo Suruagy, o primeiro dentre os antigos governadores biônicos a retornar ao cargo pelo voto direto e Iris Rezende, nomeado Ministro da Agricultura em 1986, porém o mais notório foi Tancredo Neves que em 1985 foi eleito o primeiro presidente civil do país após vinte e um anos de governos militares.